# Genussa marginata
Genussa marginata là một loài bướm đêm trong họ Geometridae.